# Hasel-Linienbock
Der Hasel-Linienbock (Oberea linearis) ist ein Käfer aus der Familie der Bockkäfer und der Unterfamilie Lamiinae. Der Käfer wird auch Haselbock, Haselbockkäfer, Haselböckchen oder nur Linienbock genannt. Die Art ist unverwechselbar und wird fast nur an der Hasel gefunden.
Der Artname linearis (lat. für „liniiert“) bezieht sich auf die Punktreihen auf den Flügeldecken, die man aber auch bei den anderen Arten der Gattung findet. Die Herkunft des Gattungsnamens Oberea (Betonung auf der zweiten Silbe) ist unbekannt. Nach einer spanischen Quelle ist er von lat. „aberro (aberrare)“ für „herumstreifen“ oder auch „sich irren“ abgeleitet. Die Gattung Oberea ist in Europa mit neun Arten vertreten.

## Merkmale des Käfers
|                          |                                   |                                                                                                |
| Abb. 1: Frontalansicht   | Abb. 2: Punktierung               |                                                                                                |
|                          |                                   | Abb. 6: Kopf von schräg vorn teilweise getönt grün: Oberkiefer rot: Oberlippe blau: Kopfschild |
| Abb. 3: Kralle Hinterfuß | Abb. 4: Spitze rechte Flügeldecke |                                                                                                |
|                          |                                   |                                                                                                |
| Abb. 5: Seitenansicht    |                                   |                                                                                                |

Der ungewöhnlich schmale und mit Ausnahme der Beine schwarze Käfer wird elf bis vierzehn Millimeter lang. Sein nahezu zylindrischer Körper ist am Kopf, dem Halsschild, den Schultern und teilweise auf der Unterseite abstehend lang behaart.
Der Kopf ist von oben betrachtet breiter als lang und orthogonal zur Körperachse nach unten geneigt (Abb. 5, 6). Beim Weibchen überragen die elfgliedrigen Fühler die Hälfte der Flügeldecken, beim Männchen sind sie fast körperlang. Die nierenförmigen, ausgerandeten Facettenaugen sind groß, ihr Unterrand liegt nahe der Basis der Oberkiefer (Abb. 6). Diese sind kurz und breit. Die glänzende dunkle Oberlippe ist am Vorderrand lang behaart (Abb. 1 und 6).
Der Halsschild ist etwa kaum schmaler als der Kopf und schmaler als die Flügeldecken gemeinsam. Er ist nur wenig breiter als lang. In der Mitte ist er etwas verbreitert. Er ist ähnlich wie der Kopf punktiert und weniger grob als die Flügeldecken (Abb. 2).
Die Flügeldecken sind etwa viermal so lang wie zusammen breit. Zur Mitte verschmälern sie sich etwas und verbreitern sich dann wieder bis auf Schulterbreite. An der Spitze sind sie zur Innenseite hin schräg abgestutzt und dort nach innen gekrümmt (Abb. 4). Der untergeschlagene Teil der Flügeldecken (Epipleuren) trägt nahe der Schulter einen gelben Fleck (Abb. 4).
Die eher zierlichen und kurzen Beine fallen durch die gelbe Farbe auf. Die fünfgliedrigen Tarsen erscheinen viergliedrig (pseudotetramer), da das vierte Glied sehr klein und zwischen den Lappen des dritten Gliedes versteckt ist. Die Krallen sind gespalten (Abb. 3).

## Biologie
Die Imagines werden fast nur an Haseln gefunden, aber die Larven entwickeln sich auch in anderen Laubbäumen (Nussbaum, Erle, Hainbuche, Ulme u. a.). Sie sind an Waldrändern und Waldwiesen zu finden sowie auf Hecken und buschigen Trockenwiesen. Sie ruhen auf der Blattunterseite, sind jedoch sehr flüchtig. Mit auffallender zeitlicher Konstanz schwärmen sie am späten Nachmittag um den Brutbaum, sodass der französische Koleopterologe Auber formuliert: Die Imago hält sich von 15 bis 17 Uhr auf den Blättern auf und fliegt danach rund um diese Bäume (Hasel). Es werden jedoch auch nächtliche Lichtanflüge gemeldet.
In Mitteleuropa findet man die Imagines von Mai bis August. Auf Sardinien wurde ein Maximum der Häufigkeit Anfang Juni festgestellt. Die Paarung findet auf den höher gelegenen Zweigen statt. Für die Eiablage werden einjährige Triebe mit einer Dicke von fünf bis zwölf Millimeter benutzt.
Bei der Hasel beginnt die Entwicklung in einjährigen Trieben. Um die sexuelle Reife zu erreichen, führen die Käfer einen Reifungsfraß durch. Dabei fressen sie entlang der Seitenadern der Haselblätter und erzeugen so ein typisches Fraßmuster. Nach der Paarung benagt das Weibchen zehn bis fünfzehn Zentimeter unterhalb der Triebspitze mit den Oberkiefern die Rinde auf einer etwa rechteckigen Fläche und legt am Rand dieser Stelle ein einzelnes Ei ab. Das Gewebe um das Ei stirbt ab. Die junge Larve schlüpft nach etwa zwei Wochen. Sie frisst zuerst dicht unter der Rinde einen Gang in einer Ebene senkrecht zur Sprossachse. Diesen Gang treibt sie dicht unter der Rinde voran, sodass er eine zunehmend kreisförmige Gestalt annimmt. Die Wirtspflanze reagiert mit einer heller gefärbten Verdickung in der Höhe des Fraßgangs. Dieser Gang verletzt die Leitungsbahnen im Trieb und verursacht, dass der Trieb zunehmend welkt und leicht auf der Höhe des Ganges abbricht. Ist der Kreis zu etwas mehr als der Hälfte vollendet, dann wird der Bohrgang in Richtung auf die Sprossachse fortgesetzt. Entlang der Sprossachse nagt sich die Larve nach oben, solange der Spross ausreichend dick für die zunehmende Larvengröße ist. Dann bewegt sich die Larve nach unten und erreicht dabei auch Abschnitte des Zweiges, die bereits zwei Jahre alt sind. In verschiedenen Abständen werden kleine „Fenster“ nach außen genagt, durch die das Bohrmehl nach außen befördert wird. Der Auswurf trocknet und verrät den Befall. Im ersten Jahr bohrt sich die Larve etwa einen halben Meter nach unten, nach der Überwinterung frisst sie sich wieder nach oben. Im Frühjahr legt das letzte Larvenstadium an der Basis der Triebe die Puppenkammer an. Dies geschieht, indem ein Teil des Fraßgangs nach oben und unten mit grobem Genagsel verstopft wird. Der untere Teil der zwei bis dreieinhalb Zentimeter langen Puppenkammer wird mit feinem Bohrmehl ausgepolstert. Die ovalen Ausschlupflöcher sind etwa 7,0 mal 2,5 Millimeter groß.
Beim Nussbaum (Griechenland) werden während eines Reifungsfraßes innerhalb weniger Tage die Blätter oder junge Rinde flächig benagt. Nach der Paarung wird pro Trieb höchstens ein Ei im Abstand weniger Zentimeter von der Spitze in die Rinde oder in einen Fruchtstiel abgelegt. Langsam wachsende Triebe mit Fruchtansätzen werden bevorzugt. Bei Eiablage in die Rinde wird der Fraßgang nach dem Schlüpfen parallel zur Sprossachse nach oben oder nach unten vorangetrieben. Erfolgt die Eiablage in den Fruchtstiel, kann die Larve im Fruchtstiel verbleiben oder sich bis ins Mesokarp der Frucht vorarbeiten, danach wird der Fraßgang jedoch in den Trieb zurückgeführt. Gelegentlich nagt das Weibchen etwa einen Zentimeter oberhalb des abgelegten Eies einen Ring um den Zweig und bringt ihn dadurch zum Welken. Die geschlüpfte Larve des ersten Stadiums frisst sich im Zweig aufwärts bis auf die Höhe der Ringelung, dann dreht sie sich und nagt abwärts. Diese ringförmige Benagung des Triebs wird in Griechenland an Nussbäumen bei der Eiablage an schnell wachsenden Trieben beobachtet, gelegentlich kommt sie auch bei der Hasel vor.
In Mitteleuropa überwintert die Larve im Bohrgang. Nach einer zweiten Überwinterung verpuppt sie sich im Mai und erscheint im Juni. Damit ist die Art hier zweijährig. In Nordeuropa dagegen wird die Entwicklung gelegentlich erst in drei Jahren abgeschlossen. Zumindest in Nussbäumen in der Argolis in Griechenland reicht ein Jahr zur Vollendung des Lebenszyklus’.

## Verbreitung
Die Art ist aus fast ganz Europa gemeldet, aber hauptsächlich in der Mitte und im Süden zu finden. In Nordeuropa kommt sie nur sehr zerstreut und selten vor. Östlich ist das Verbreitungsgebiet in Süd- und Zentralrussland, bis zur Krim, dem Südkaukasus und dem Ural ausgedehnt. Außerdem ist die Art in Nordafrika zu finden.

## Wirtschaftliche Bedeutung
Der Käfer kann in Haselnuss- und Nussbaum-Kulturen in geringem Ausmaß schädlich werden. Bei der Hasel verursacht die Bohrtätigkeit der Larve das Absterben und Abbrechen der Triebe. Die einfachste und wirksamste Bekämpfung ist es, die durch den Befall vertrockneten Triebe zwischen Herbst und frühem Frühjahr zu entfernen und zu vernichten, bevor die Imagines schlüpfen. Das Behandeln mit Berührungsgiften zur Zeit des Auftretens des Käfers ist wenig zu empfehlen, da gleichzeitig natürliche Feinde des Käfers vernichtet werden. Aufwändiger ist es, die entfernten Äste nicht zu vernichten, sondern in geeigneten mit Netzen verschlossenen Behältnissen zu belassen, aus denen der Käfer nicht entkommen kann, wohl aber die ihn parasitierenden Insekten. An anderer Stelle wird vorgeschlagen, die Kronen der Haseln mit einer Lösung von Pyrethrum in den frühen Morgenstunden zu besprühen und die Wirksamkeit durch Absammeln der auf ausgelegte Planen heruntergefallenen Insekten zu kontrollieren.
Bei der Walnuss ist das Entfernen verdorrter Äste wegen der Höhe der Bäume schwieriger. Sofern abgestorbene Zweige entfernt werden können, sollte dies ab Juli geschehen, bevor die Larve sich nach unten bohrt und Seitenäste befallen kann. Um den Einsatz von Insektiziden möglichst zu beschränken, soll man durch Beobachtung den Zeitpunkt der Eiablage in jedem einzelnen Fall ermitteln und Insektizide nur in diesen Zeitraum anwenden.